# 아드미랄티 조선소
아드미랄티 조선소(러시아어: Адмиралтейские верфи 아드미랄테이스키에 베르피[*])는 상트페테르부르크에 위치한 러시아에서 가장 오래되고, 최대의 해군 조선소이다. 조선소의 건물 방식은 최대 7만톤의 중량 (DWT), 길이 250m, 폭 35m의 선박을 수용할 수 있다. 군수품으로는 해군의 군함 핵 및 디젤 등 잠수함과 대형 보조 함선을 포함한다.

## 역사
조선소는 1704년 11월 5일에 발발한 대북방 전쟁동안 표트르 대제에 의해 갤리 야드로 설립되었다. 조선소의 뒤를 흐르는 네바 강을 따라 개활지에 위치해 있다. 이곳은 러시아 해군부(Russian Admiralty)에 의해 운영되었으며, 그 뒷 이름을 따서 지은 것이다. 1721년에는 갤리 와프(Galley Wharf)로 바뀌었고, 1800년에는 뉴 애드미럴티 야드(New Admiralty Yard)가 바뀌었다가, 1841년 갤리 워프(Galley Wharf)로 또 원상복구 되었다. 1908년 아드미랄티 조선소(Admiralty Shipyard)로 개명되었다. 1937년에는 이곳의 두 작업장인 조선소 제194호와 제196호인 아드미랄티와 수도메크(Sudomekh)로 알려졌다. 1966년에 다시 1800년과 1972년 레닌그라드 해군 협회와 같은 뉴 아드미랄티 조선소가 되었다. 가장 최근의 이름의 변경 사항은 1992년 국영 "아드미랄티 워브즈"가 되었으며, 2001년 국영 "아드미랄티 워브즈"가 되었다.
설립된 이래 1917년까지 조선소는 137개의 대형 범선, 약 700개의 중형 및 소형 항해 및 대형 선박, 25개의 장갑함 및 8개의 순양함을 포함한 100개 이상의 철선을 비롯하여 1000개 이상의 선박을 건조했다. 1959년에 이곳은 세계 최초의 비해군용 원자력 동력장치인 쇄빙선 레닌(LENIN)을 건조했다.
19세기에는 전함과 잠수함을 주로 만들었고, 20세기에는 순양함이 주로 만들어졌다. 1950년대 중반부터 이곳의 지상제작 배 설비는 대형 상선, 쇄빙선, 대형 구조와 인양선, 어류공장선, 플로팅 드라이독 및 몇몇 해군 보조함선에 특화되어 있다.

## 같이 보기
- 발트 조선소